# Gruban Malić
Gruban Malić est un personnage de fiction de la nouvelle Le héros sur un âne, de l'écrivain serbe Miodrag Bulatović.

## TPIY
Selon Večernje novosti, Gruban Malić a été accusé par le tribunal pénal international pour l'ex-Yougoslavie (TPIY  cependant l'acte d'accusation ne cite pas « Gruban Malić » mais « Gruban, prénom inconnu » et il accuse également, pour des faits sur le même lieu, une autre personne du nom de Gruban, Momcilo Gruban également connu sous le pseudonyme de « Ckalja ». 
L'acte d'accusation spécifie :
25.1. Between early June and 3 August 1992, a guard at the Omarska camp with the surname GRUBAN, who was a member of Mladen RADIC's shift, repeatedly forced "F" from the room where she was sleeping, took her to another room on the first floor of the administration building in the Omarska camp and subjected her to forcible sexual intercourse.
25.2. GRUBAN wilfully caused "F" great suffering by subjecting her to forcible sexual intercourse, a GRAVE BREACH recognised by Article 2(c) of the Statute of the Tribunal, or;
25.3. Alternatively, GRUBAN subjected "F" to cruel treatment by forcible sexual intercourse, a VIOLATION OF THE LAWS OR CUSTOMS OF WAR recognised by Article 3 of the Statute of the Tribunal and Article 3(1)(a) of the Geneva Conventions.
25.4. GRUBAN raped "F", a CRIME AGAINST HUMANITY recognised by Article 5(g) of the Statute of the Tribunal.
Toujours selon Večernje novosti, il s'agissait en fait d'une blague faite par le reporter de guerre serbe Nebojsa Jevic à un de ses collègues américains, lequel avait transmis sérieusement l'information.
Les charges contre « Gruban » ont été abandonnées le 8 mai 1998.